# Террі Іглтон
Террі Іглтон (англ. Terence Francis "Terry" Eagleton — Теренс Френсіс Іглтон, 22 лютого 1943, Солфорд) — британський літературознавець і філософ неомарксистського спрямування, а також політичний інтелектуал.
Лауреат Дойчерівської меморіальної премії (1989). Член Британської академії (2003).

## Біографія
Народився в родині католиків-ірландців: батько — Френсіс Пол Іґлтон, мати — Розалін Іґлтон (Рілі). Відвідував монастирську школу «Де ла Саль» у Манчестері. Навчався в Кембриджі. Бу учнем марксистського літературознавця Раймонда Вільямса, по закінченні університету викладав у Оксфорді, потім отримав кафедру в Манчестері. Почав свою кар'єру як фахівець з вікторіанської літератури, потім займався англомовною літературою XIX—XX ст.
У 1960-их роках був активним членом ліво-католицької групи «Слант», написав низку теологічних статей та книгу, присвячену теології та руху нових лівих (New-Left). На Террі Іґлтона мав значний вплив філософ Франк Б. Фаррелл та його книга «Subjectivity, Realism, and Postmodernism: The Recovery of the World»
Професор теорії культури в Манчестерському університеті (2001—2008). З 2008-го працює в Ланкастерському університеті, професор англійської літератури. Спеціаліст з марксистської естетики, соціальної філософії та теорії літератури. Важливий вплив на новіші праці Террі Іґлтона мали психоаналітичні теорії, а також тексти Славоя Жижека.

### Книжки
- The New Left Church [as Terence Eagleton] (1966)
- Shakespeare and Society: Critical Studies in Shakespearean Drama (1967)
- Exiles and Émigrés: Studies in Modern Literature (1970)
- The Body as Language: Outline of a New Left Theology (1970)
- Myths of Power: A Marxist Study of the Brontës (1975)
- Criticism & Ideology (1976)
- Marxism and Literary Criticism (1976)
- Walter Benjamin, or Towards a Revolutionary Criticism (1981)
- The Rape of Clarissa: Writing, Sexuality, and Class Struggle in Samuel Richardson (1982)
- Literary Theory: An Introduction (1983)
- The Function of Criticism (1984)
- Saints and Scholars (1987; a novel)
- Raymond Williams: Critical Perspectives (1989; editor)
- Saint Oscar (1989; a play about Oscar Wilde)
- The Significance of Theory (1989)
- The Ideology of the Aesthetic (1990)
- Nationalism, Colonialism, and Literature (1990)
- Ideology: An Introduction (1991/2007)
- Wittgenstein: The Terry Eagleton Script, The Derek Jarman Film (1993)
- Literary Theory (1996)
- The Illusions of Postmodernism (1996)
- Heathcliff and the Great Hunger (1996)
- Marx (1997)
- Crazy John and the Bishop and Other Essays on Irish Culture (1998)
- The Idea of Culture (2000)
- The Truth about the Irish (2001)
- The Gatekeeper: A Memoir (2002)
- Sweet Violence: The Idea of the Tragic  (2002)
- After Theory (2003)
- Figures of Dissent: Reviewing Fish, Spivak, Zizek and Others (2003)
- The English Novel: An Introduction (2005)
- Holy Terror (2005)
- The Meaning of Life (2007)
- How to Read a Poem (2007)
- Trouble with Strangers: A Study of Ethics (2008)
- Literary Theory, Anniversary Edition (2008)
- Reason, Faith, and Revolution: Reflections on the God Debate (2009)
- The Task of the Critic: Terry Eagleton in Dialogue with Matthew Beaumont (2009)
- On Evil (2010)
- Why Marx Was Right (2011)
- The Event of Literature (2012)
- Across the Pond: An Englishman's View of America (2013)
- How to Read Literature (2013)
- Culture and the Death of God (2014)
- Hope without Optimism (2015)
- Culture (2016)
- Materialism (2017)
- Radical Sacrifice (2018)
- Humour (2019)

### Переклади українською
- Бекет і політика? (2006) // Кур'єр Кривбасу. — 2016. — №314-315-316. — Стор. 175-182.
- Ніцше і Христос (2008) // Спільне. — 7.01.2016
- Похвала Марксу (2011) // Спільне. — 6.05.2011
- Потертий романтик Джордж Орвелл (2003) // Спільне. — 21.01.2015
- Прихисток в буревії історії (2002) // Спільне. — 27.01.2015